# Abadía de Santa María del Desierto
La abadía de Santa María del Desierto (en francés: Abbaye Sainte-Marie du Désert ) es un monasterio de monjes trapenses ubicado en la comuna de Bellegarde-Sainte-Marie, en el Alto Garona.

## Historia

### Ermita
En 1109, María Desclassan, una joven de familia noble, se retiró en el valle del Herm a vivir una vida heremita. Murió en 1117, y su tumba se convirtió en lugar de peregrinación. La capilla construida en el lugar de peregrinación es respetada durante la Guerra de Cien Años, pero es destruida en la Revolución francesa.

### Abadía
La reconstrucción de la capilla comienza en 1819, y los monjes se establecen en 1852, en este lugar. El priorato se convirtió en abadía en 1861.